# 우돔사이주
우돔사이주(라오어: ອຸດົມໄຊ 우돔사이)는 라오스 북서부에 위치한 주로, 주도는 무앙싸이이며 면적은 15,370km2, 인구는 345,425명(2020년 기준), 인구밀도는 22명/km2이다. 북쪽으로는 중화인민공화국 윈난성 시솽반나 다이족 자치주, 남쪽으로는 메콩강을 경계로 사이냐불리주와 인접해 있으며 동쪽으로는 루앙프라방주, 북동쪽으로는 퐁살리주, 북서쪽으로는 보깨오주, 루앙남타주와 인접해 있다.